# 蔡鴻彰
蔡鴻彰（1952年12月28日—2011年10月13日），臺灣天文、业余无线电愛好者，早於1988年便架設BBS在臺灣推廣天文教育。

## 生平
蔡鴻彰兒時住屏東縣時就喜歡觀察星空，就讀大同工學院電機系時，每周六會去離學校不遠的圓山天文台。後來，他乾脆搬進天文台和台長蔡章獻同住，擔任起天文台器械維修工與參觀者解說員。蔡鴻彰回憶當時最感到安慰的一件事，是一次幫蔡章獻找到彗星的位置。
蔡鴻彰出社會後，曾擔任一家電腦公司的小主管，後來自己創業承包軟體設計。1988年，蔡鴻彰在家中設立BBS站「電傳天訊」，讓對天文有興趣的網友只要通訊軟體撥（02）9652415便可連上。裡面討論分為「最近天象大事」、「日月行星動態」、「各地天文同好活動報導」、「群星會」等。為了回答網友的問題，他甚至有時候花整個晚上查詢資料以提供解答或意見。在1990年時，該BBS有留下個人資料的用戶約五千人，絕大多數都是男性。此私人架設天文站外，國立中山大學、國立中央大學、國立臺灣大學、國立清華大學、國立交通大學的BBS站，是1992年後才陸續開闢天文討論區。
蔡鴻彰也利用無線電波來偵測流星雨，邀南北臺灣的同好一起來同步觀察。2003年10月25日，台北天文館為迎接獅子座流星雨，邀蔡鴻彰以中華民國業餘無線電促進會總幹事身分舉辦研習營，以介紹流星電波觀測的理論與實務。

## 外部連結
- 蔡鴻彰訃告 （页面存档备份，存于）
- 蔡章獻──〈專題/臺北天文台70年：我在天文臺的日子〉《臺北星空》37期